# Этос
Этос (греч. ἦθος «нрав, характер, душевный склад») — многозначное понятие с неустойчивым терминологическим статусом. Понятие «этос» дало начало понятиям этики и этологии.

## Этос в философии
- Термин «этос» в античной философии первоначально обозначал "совместное жилище"[источник не указан 37 дней], потом привычки, нравы, характеры, темпераменты, обычаи. Предметную область этоса составлял особый срез человеческой реальности (определённый класс индивидуальных качеств, соотнесённых с определёнными привычными формами общественного поведения). Этос считался подверженным изменениям и противопоставлялся физису, природе человека, которая полагалась неподвластной ему, неизменной.

В то же время этос, как более устойчивый во временном смысле нравственный характер, часто противопоставляется также пафосу, как душевному переживанию.
Аристотель трактовал этос как способ изображения характера человека через стиль его речи и через целенаправленность как основной признак человеческой деятельности. Древние греки использовали и понятие «патос» (пафос). Если этос описывал спокойный, нравственный характер, разумный стиль поведения, то патос определял поведение беспокойное, неупорядоченное, иррациональное, аффективное. Сегодня понятие «патос» может быть использовано для обозначения всего того, что приводит к расшатыванию нормативного порядка в социуме, к деструкции ценностей этоса, к «порче нравов».
- Сегодня под «этосом» часто понимают стиль жизни какой-либо общественной группы, ориентацию её культуры, принятую в ней иерархию ценностей; и в этом смысле этос выходит за пределы морали. Согласно Е. Анчел[вд], этос, в отличие от морали, концентрирует в себе такие нравственные начала, которые не проявляются в повседневной жизни, свидетельствуя о неистребимой человеческой потребности в признании нравственного порядка в мире, даже если он плохо согласуется с житейским опытом людей.

Современное понятие «этос» позволяет достаточно чётко отличать феномен этоса от нравов: это понятие адекватно для обозначения промежуточного уровня между пёстрыми нравами — и собственно моралью, сущим — и должным. В то же время современное понятие «этос» помогает провести демаркационную линию между этосным как реально-должным, выходящим за полюсы притяжения хаотического состояния нравов, и строгим порядком идеально-должного, сферой собственно морального.
- Современная философия диалога (Левинас и др.) интерпретирует этос как совокупность нравственных императивов, имплицитно присущих интерсубъективному пространству.
- В современной общей риторике «этос» — аффективное состояние получателя информации, возникающее в результате воздействия на него какого-либо сообщения; специфические особенности этого состояния варьируют в зависимости от определённых параметров (метабол).

Структура этоса в общей риторике включает три разновидности:
а) ядерный этос, связанный со структурой метаболы, используемой одинаковым образом, независимо от того, идёт ли речь о сакрализации (литургия), об убеждении (реклама), о возвеличивании некоторых ценностей (определённый тип поэзии), об игре (кроссворды) или даже такой языковой деятельности, которая вообще не порождает явного этоса (нахождение имени для обозначения новой реальности);
б) автономный этос, связанный со структурой метаболы и субстанцией — психологическими и социологическими факторами (паралингвистический аспект);
в) контекстуальный этос, связанный со структурой метаболы, субстанцией и контекстом. Текст предстает в виде пространства, в котором необходимо изучить взаимозависимости, соответствия, синтагматические или парадигматические связи (в палеориторике уровни элокуции и диспозиции), которые устанавливаются между различными метаболами и создают в своей совокупности контекстуальный этос.

## Этос в музыке
Представление об этосе музыки — важная составляющая часть античного мировоззрения. Рассматривая различные цели использования музыки, Аристотель предписывал, в том числе, и «воспитательную» цель:

Мы утверждаем, что музыкой следует пользоваться не ради одной цели, а ради нескольких: и ради воспитания, и ради очищения <…> и ради времяпрепровождения, то есть ради успокоения и отдохновения от напряжённой деятельности.— Аристотель. Политика, 1341b
Греческие и римские философы и теоретики музыки приписывали важнейшим категориям гармонии (родам мелоса, видам октавы и ладам), ритмам и тембрам (конкретных музыкальных инструментов) этические характеристики.
Диатонический род мелоса стандартно описывался как строгий и естественный, в то время как хроматика — род изнеженный, развращающий душу человека. Чаще всего дорийский лад описывался как мужественный и серьёзный, фригийский как экстатический и возбуждающий, лидийский как грустный и жалобный. Платон в «Государстве» (III.10), призывая исключить все сложные музыкальные инструменты из города, считал полезными только лиру и кифару, «а в полях у пастухов пусть будет сиринга».
При том что античность не знала единой классификации средств музыкальной выразительности по этическому признаку (этосы ладов, ритмов и др. могут разниться от одного описания к другому), едина тенденция рекомендовать одни роды мелоса, ритмы, лады, музыкальные инструменты и т. д. и запрещать другие, поскольку общим в античности было рассмотрение музыки с точки зрения её общественной полезности (или, соответственно, вредности). Один из самых знаменитых музыкальных трактатов всех времён, «Основы музыки» Боэция, открывается главой «О том, что музыка нам естественно присуща, и о её способности возвышать или портить нравы» (mores).
В Средние века некоторые теоретики, в подобие античных описаний ладов (тонов), давали этические характеристики церковным тонам григорианской монодии. Среди них Иоанн Коттон, Арибо Схоласт, Рамос де Пареха, Адам Фульдский, Иоанн Тинкторис. Поскольку эти характеристики неустойчивы и противоречивы, говорить о единообразии этоса средневековых церковных тонов невозможно.
Начиная с эпохи (позднего) Возрождения и в Новое время этические характеристики получили две основные разновидности трезвучия — трезвучие большое («мажорное») и трезвучие малое («минорное»). Историю этических характеристик обоих трезвучий обычно возводят к труду «Основы гармоники» Дж. Царлино (1558):
Если большая терция находится в нижней части квинты, то гармония делается веселой (allegra), а если она находится сверху, то гармония становится печальной (mesta).
В Новое время была разработана целая система музыкальных темпов (итал. Allegro, Moderato, Vivace, Largo, Mesto, Grave и т. п.), которые указывали не столько на скорость движения «в абсолютном выражении», сколько на типичный (требуемый) этос, с этой скоростью связанный.